# Pouteria altissima
Pouteria altissima es una especie de fanerógama de la familia Sapotaceae. Se distribuye por África tropical desde Gabón a Etiopía.

## Descripción
Es un árbol que alcanza un tamaño de hasta 50 m de altura, con fuste profundamente acanalado y copa extendida. La corteza del tronco es de color gris pálido cremoso, fisurada e irregular superficialmente. Tallos jóvenes amarillento pubérulos y pronto glabrescentes con las ramas mayores gris oscuro, con la superficie rugosa.  Lámina de 4-16 x 2,5 -6 cm, ovadas u obovadas-oblongas, ápice redondeado o con más frecuencia cuspidado, base redondeada o cuspidada; pecíolos de hasta 1 cm de largo. Nervios laterales 11-23 en cada lado. Hojas completamente glabras o con nervio central y nervios laterales en la superficie inferior. Pedicelos de hasta 1 cm de largo. Cáliz de 4 mm de largo, sépalos elípticos u oblongos. Corola 6.5 mm de largo, de color amarillo verdoso. Anteras de 1 mm de largo. Estilo de hasta 4 mm de largo. Fruto de hasta 2 cm de diámetro y de color rojo cuando está maduro, obovoides a subglobosas. Semillas de hasta 1,5 cm de largo.

## Taxonomía
Pouteria altissima fue descrito por (A.Chev.) Baehni y publicado en Condollea 9: 292. 1942.
Sinonimia
- Aningeria altissima (A.Chev.) Aubrév. & Pellegr.
- Hormogyne altissima A.Chev.
- Hormogyne gabonensis A.Chev.
- Pouteria giordani Chiov.
- Rhamnoluma altissima (A.Chev.) Baehni
- Sideroxylon altissimum (A.Chev.) Hutch. & Dalziel
- Sideroxylon gabonense (A.Chev.) Lecomte ex Pellegr.[4]